# 레오네사
레오네사(이탈리아어: Leonessa)는 이탈리아 라치오주 리에티도에 위치한 코무네다. 성 요셉 레오네사의 출생지로 알려져 있으며 1927년까지는 라퀼라현의 일부였다.

## 자매 도시
- 프랑스 고네스